# 大広 (製造業)
株式会社大広（だいこう）は広島県広島市に本社をおく、カレンダーの製造卸、団扇・扇子の卸販売を行う企業。

## 企業概要
1963年に創業、カレンダーの販売を行う。1977年に株式法人大広を設立。カレンダーの製造・販売をはじめ、団扇・扇子の販売を行い、カレンダー・扇子専門サイトの運営を行う。

## 加入団体
- 全国団扇扇子カレンダー協議会[1]